# Frägnhällornas naturreservat
Frägnhällornas naturreservat är ett naturreservat i Härjedalens kommun i Jämtlands län.
Området är naturskyddat sedan 2019 och är 76 hektar stort. Reservatet ligger norr om Överhogdal och består av mycket brant och kuperad terräng med gammal tallskog på höjderna och granskog ned inslag av lövträd längre ner. 